# Circuito Montañés 2005
En esta edición del Circuito Montañés se completaron un total de 1.103,6 km repartidos en 8 etapas que al final coronaron al ciclista español Sergio Domínguez como triunfador final de la prueba.

## Etapas
| Etapa     | Fecha       | Recorrido                                    | km     | Ganador          | Líder            |
| --------- | ----------- | -------------------------------------------- | ------ | ---------------- | ---------------- |
| 1.ª etapa | 15 de junio | Santander - Torrelavega                      | 159,2  | Fernando Herrero | Fernando Herrero |
| 2.ª etapa | 16 de junio | Renedo de Piélagos - Laredo                  | 171,5  | William Walker   | Fernando Herrero |
| 3.ª etapa | 17 de junio | Laredo - Camargo                             | 147,3  | Kai Reus         | Fernando Herrero |
| 4.ª etapa | 18 de junio | Los Corrales de Buelna - Monegro (La Ermita) | 174,8  | Sergio Pardilla  | Jorge Nogaledo   |
| 5.ª etapa | 19 de junio | Agua de Solares - Santander                  | 113,0  | Luis Ángel Maté  | Pedro Martínez   |
| 6.ª etapa | 19 de junio | (C.R.I) El Astillero - El Astillero          | 14,8   | Kai Reus         | Sergio Pardilla  |
| 7.ª etapa | 20 de junio | Torrelavega - Potes                          | 171    | Diego Gallego    | Sergio Domínguez |
| 8.ª etapa | 21 de junio | Potes - Santander                            | 152 km | Oscar Grau       | Sergio Domínguez |

## Clasificación general
|    | Ciclista             | Equipo                | Tiempo           |
| -- | -------------------- | --------------------- | ---------------- |
|    | Sergio Domínguez     | Spiuk                 | 26 h 32 min 48 s |
| 2  | Diego Gallego        | Viña-Magna Cropusa    | a 0.31           |
| 3  | Sergio Pardilla      | Caprabo-Fuenlabrada   | a 0.59           |
| 4  | Pedro Martínez       | Murcia Turistic       | a 1.05           |
| 5  | Andrey Mizourov      | Cycling Team Capec    | a 1.28           |
| 6  | Pavel Brutt          | Lokomotiv             | a 1.52           |
| 7  | Jesús Ramírez        | Spiuk                 | a 1.55           |
| 8  | Fernando Herrero     | Vina Magna Cropusa    | a 2.00           |
| 9  | Victor Hugo González | Soctec Construcciones | a 2.04           |
| 10 | Pedro Romero         | Spiuk                 | a 2.17           |

- Datos: Q5769964